# Довбенко, Василий Фёдорович
Василий Фёдорович Довбенко (5 марта 1932 — 31 октября 1987) — передовик советского сельского хозяйства, механизатор колхоза «Восход» Змеиногорского района Алтайского края, Герой Социалистического Труда (1981).

## Биография
Родился 5 марта 1932 года в селе Новокузнецовка Змеиногорского района Западно-Сибирского края в русской крестьянской семье. Отец, участник Великой Отечественной войны, Фёдор Давыдович, работал шофёром в колхозе «Красный партизан». С 11 лет, в годы Великой Отечественной войны, стал работать в колхозе, возил вместе с другими ребятами на конях солому и сено.
После войны был призван в ряды Советской армии. Во время службы в Прибалтике, в совершенстве овладел профессией шофёра, три года возил командира части. Демобилизовавшись, возвратился на свою малую родину. Трудоустроился в колхоз «Восход», где стал работать шофёром, комбайнёром, трактористом, позже был назначен заведующим машинным двором колхоза «Восход». Благодаря его ударному труду урожайность зерновых в колхозе «Восход» достигала до 32,2 центнеров с гектара в среднем.
Указом Президиума Верховного Совета СССР от 13 марта 1981 года за выдающиеся успехи, достигнутые в выполнении заданий десятой пятилетки и социалистических обязательств по увеличению производства и продажи государству продуктов земледелия и животноводства, Василию Фёдоровичу Довбенко присвоено звание Героя Социалистического Труда с вручением ордена Ленина и золотой медали «Серп и Молот».
В последующие годы продолжал демонстрировать высокие производственные результаты в сельском хозяйстве. Активный участник общественно-политической жизни района. Избирался депутатом Змеиногорского районного Советов депутатов. Был наставником у многих механизаторов колхоза «Восход».
Проживал в Змеиногорском районе Алтайского края. Умер после продолжительной болезни 31 октября 1987 года.

## Награды
За трудовые успехи удостоен:
- золотая звезда «Серп и Молот» (13.03.1981)
- орден Ленина (13.03.1981)
- другие медали.